# Cave canem

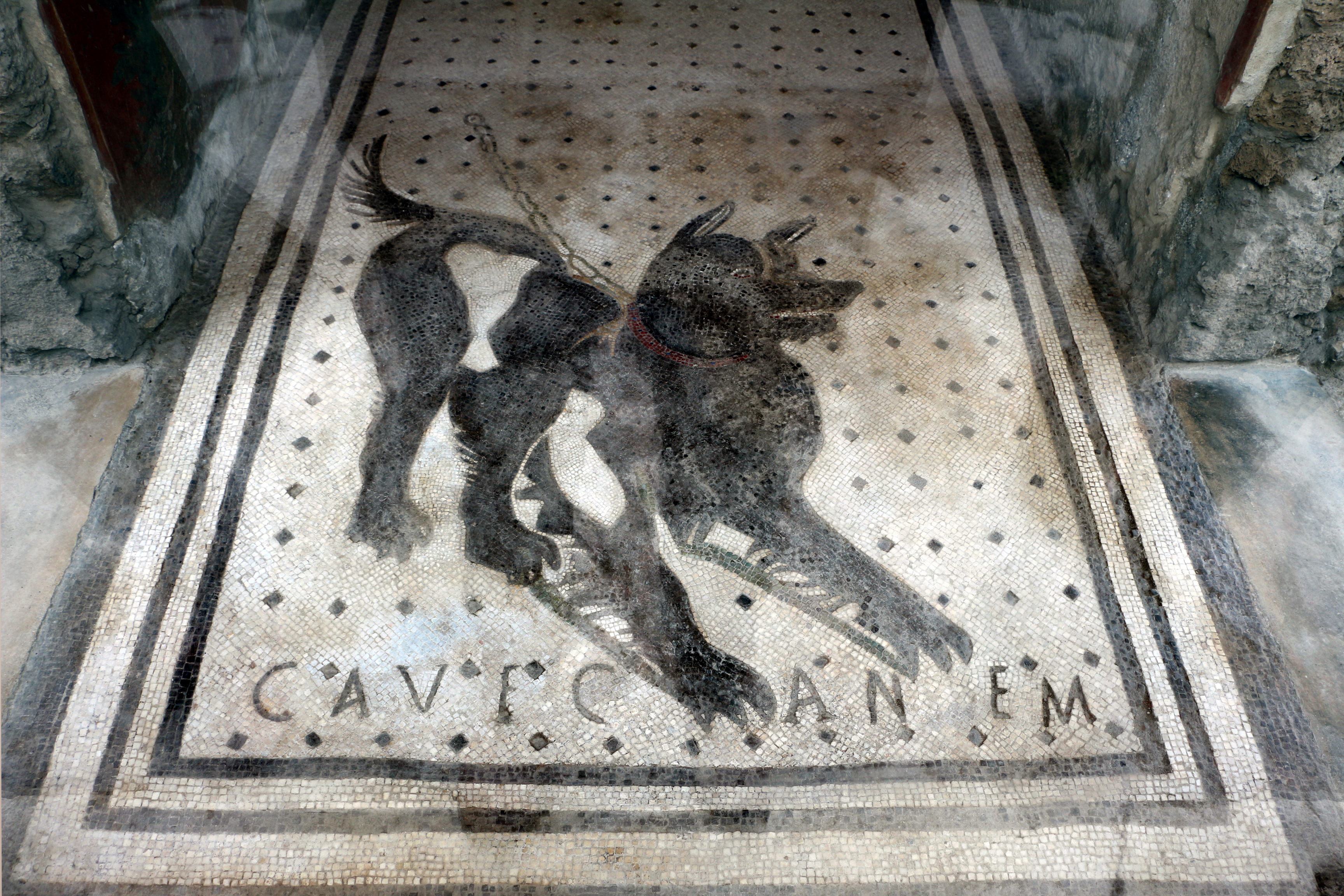
Cave-canem-Mosaik aus Pompeji, Casa del Poeta Tragico

Cave canem ist eine lateinische Warnung (bestehend aus cavere „scheuen“, „sich hüten“ und canis „Hund“) und bedeutet „Hüte dich vor dem Hund!“.
Bekannt geworden und häufig zitiert durch den Fund eines entsprechenden, guterhaltenen Fußbodenmosaiks in den Ruinen von Pompeji, wird es mittlerweile in deutschsprachigen Ländern teilweise sogar statt der Aufschrift „Achtung bissiger Hund!“ an Pforten oder Zäunen verwendet. Das Mosaik befindet sich zu Beginn des langen Hausflurs in der sogenannten „Casa del poeta tragico (Haus des tragischen Dichters)“. Gleich hinter der Haustür zeigt ein schwarz-weißes Fußbodenmosaik einen großen angeketteten Hund mit der Beischrift: Cave canem.
Solche Abbildungen waren in der Antike in Hauseingängen verbreitet. Der römische Schriftsteller Marcus Terentius Varro (116–27 v. Chr.) nutzte die Phrase als Überschrift einer menippeische Satire, die aber nur fragmentarisch erhalten ist.
Im Satyricon des römischen Schriftstellers Titus Petronius (um 14–66 n. Chr.) berichtet der Ich-Erzähler Encolpius, wie er beim Betreten des Hauses des reichen Freigelassenen Trimalchio vor dem Wandgemälde eines riesigen Kettenhundes erschrak, unter dem „Cave canem“ stand.

## Belletristik
- Jürgen Hofmann: Cave Canem. Roman aus dem alten Rom. ISBN 3-7352-0021-4
- Akif Pirinçci: Cave Canem. Felidae-Roman. ISBN 3-442-44991-X